# Homalictus atritergus
Homalictus atritergus (лат.) — вид пчёл рода Homalictus из семейства Halictidae.

## Распространение
Острова Океании: Фиджи, Mt. Tomanivi, Viti Levu. На высотах от 1289 м до 1328 м.

## Характеристика
Пчёлы мелкого размера (около 5 мм). От близких видов отличаются чёрным первым тергитом брюшка; скутума и скутеллюм, в основном золотисто-зеленого и металлического цвета. Основная окраска чёрная. Голова и грудь покрыты волосками (опушение самок более плотное и длинное); длинные волоски на нижней стороне брюшка. Мандибулы могут быть простыми или двузубчатыми. Проподеум имеет слабый киль вдоль заднего спинного края. На задних голенях несколько шипиков. Когти всех исследованных образцов были расщеплены. Базальная жилка переднего крыла изогнутая. Язычок короткий. Ведут одиночный образ жизни. Гнездятся в почве.

## Классификация
Таксон впервые был описан в 2019 году в ходе ревизии рода, проведённой австралийскими энтомологами Джеймсом Дори, Майклом Шварцом и Марком Стивенсом (South Australian Museum, Аделаида, Австралия) по материалам из Фиджи. Пчёлы из трибы Halictini подсемейства Halictinae.